# Aptenopedes
Aptenopedes es un género de saltamontes de la subfamilia Melanoplinae, familia Acrididae, y está asignado a la tribu Melanoplini. Este género se distribuye en Estados Unidos.

## Especies
Las siguientes especies pertenecen al género Aptenopedes:
- Aptenopedes appalachee Hebard, 1936
- Aptenopedes aptera Scudder, 1878
- Aptenopedes chefixico Otte, 2014
- Aptenopedes chiaha Otte, 2014
- Aptenopedes clara Rehn, 1902
- Aptenopedes hubbelli Hebard, 1936
- Aptenopedes menawai Otte, 2014
- Aptenopedes nigropicta Hebard, 1936
- Aptenopedes robusta Hebard, 1936
- Aptenopedes rufovittata Scudder, 1878
- Aptenopedes sphenarioides Scudder, 1878
- Aptenopedes sphenax Otte, 2014
- Aptenopedes yoholoi Otte, 2014